# Overleg

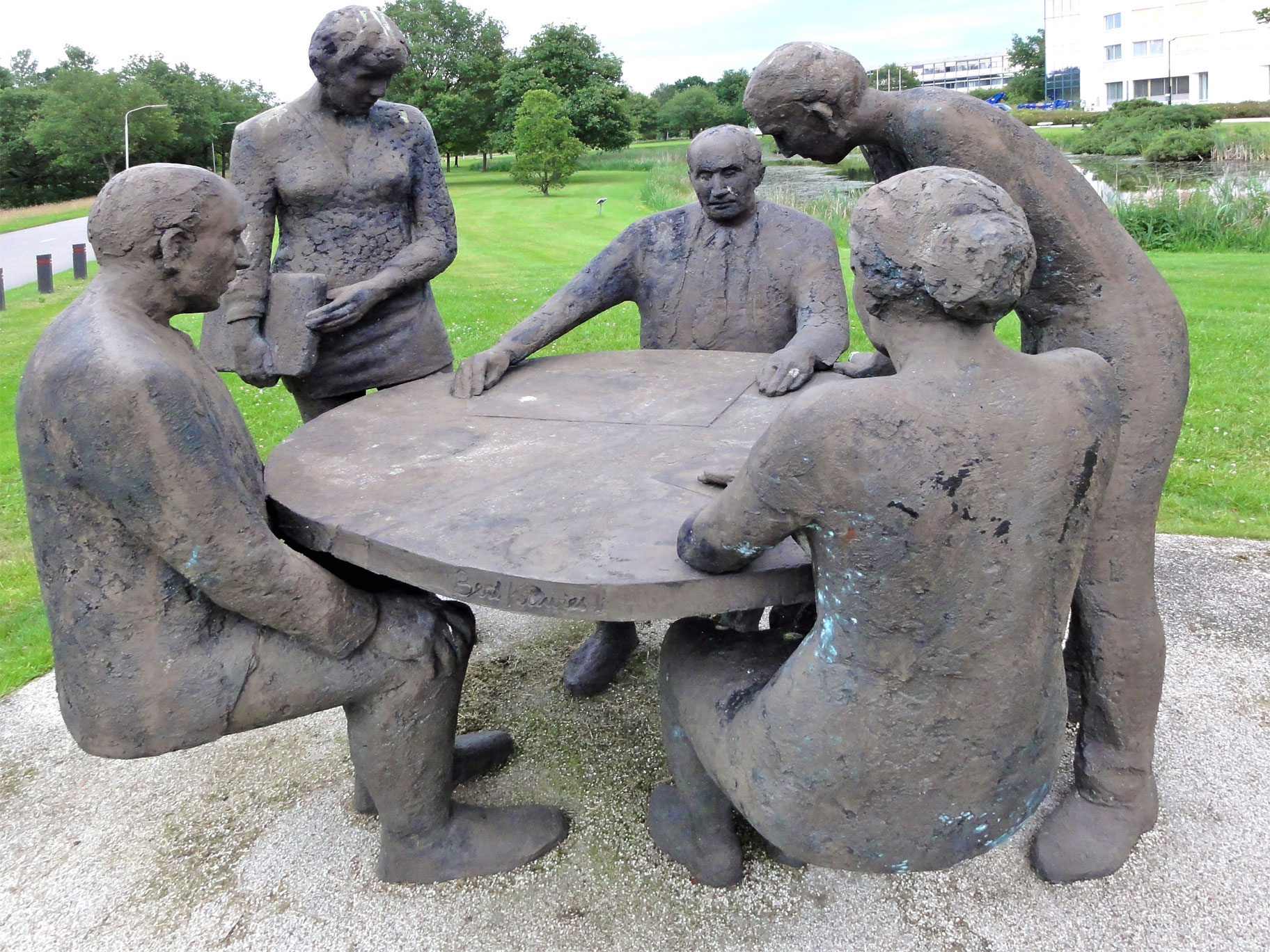
Deliberation, beeld door Bert Kiewiet

Overleg is het van gedachten wisselen door personen of groeperingen. De bedoeling kan zijn:
- het uitwisselen van informatie
- het uitwisselen van meningen
- het uitwisselen van argumenten
- het verstrekken van adviezen of voorschriften aan elkaar of aan anderen.
- het oplossen van problemen

Dit uitwisselen kan eenzijdig van karakter zijn: dan stelt de ene partij de andere in kennis van informatie, van een standpunt, een mening of van adviezen. De uitwisseling kan ook tweezijdig zijn: informatie, meningen enzovoort worden over en weer ter kennis gebracht.
Bij overleg bij zichzelf vindt de beraadslaging plaats in het innerlijk van een individu. Deze wikt en weegt, legt argumenten naast elkaar en komt wellicht tot een besluit.

## Informeel en formeel overleg
Overleg kan zeer informeel zijn, en geen officiële status hebben. Het kan ook sterk gestructureerd zijn (dan vindt een vergadering plaats). Het kan ook tot doel hebben twee of meer uiteenlopende standpunten met elkaar te verenigen, dan is er sprake van onderhandeling.
Omdat het begrip overleg verschillende vormen kent, wordt de meer ongedwongen vorm voor de duidelijkheid wel aangeduid als informeel overleg: er is geen officiële status, er is geen vergaderagenda en ook wordt er niet of niet openlijk onderhandeld.

## Vooroverleg
Overleg kan zeer moeizaam en tijdrovend zijn. Dit kan een aantal oorzaken hebben:
- diversiteit, de standpunten of de achtergrond van de deelnemers ligt ver uiteen; verschillen zijn moeilijk te overbruggen
- massaliteit, er zijn zoveel deelnemers dat alleen al daardoor verschillen van opvatting onvermijdelijk zijn
- structuurloosheid, doelstelling en indeling van de bijeenkomst zijn vaag, of er wordt zelfs helemaal niet in voorzien

In deze gevallen is vooroverleg zinvol.
- De diversiteit kan worden gereduceerd door inventarisatie van standpunten; tijdens het vooroverleg wordt vervolgens besloten welke van die standpunten bij een latere vergadering zullen worden ter tafel gebracht
- De massaliteit kan worden teruggedrongen doordat het vooroverleg niet door alle deelnemers (het plenum) wordt gevoerd, maar in een kleinere, overzichtelijker groep
- De structuurloosheid wordt bestreden doordat het vooroverleg nu juist bedoeld is om de doelstelling en de indeling van een latere bijeenkomst vast te stellen

## Tussentijds overleg
Met name bij onderhandelingen komen teleurstellingen veelvuldig voor. Een van de oorzaken is dat ten minste een onderhandelingspartij de standpunten al tevoren heeft openbaar gemaakt; deze kan dan niet terug zonder gezicht te verliezen. Dat is geen probleem, zolang de standpunten van alle partijen voldoende dicht bij elkaar liggen: dan is immers overeenstemming nodig en hoeft er helemaal niet te worden teruggekrabbeld.
Standpunten kunnen ook ver uiteen liggen. Dat kan zijn oorzaak vinden in uiteenlopende belangen; het kan ook zijn dat van de belangen van een tegenpartij slechts weinig bekend is en daardoor ongewild een uitgangspositie wordt ingenomen die ver afwijkt van wat de andere partij voor ogen heeft. Dit risico doet zich vooral voor als de onderhandelingen of besprekingen slechts sporadisch worden gevoerd.
In dat geval is het nuttig van elkaars standpunt op de hoogte te blijven door middel van tussentijds overleg. Een voorbeeld wordt gevonden in cao-onderhandelingen: beide partijen zouden zich daarvoor hooguit eenmaal per jaar hoeven te ontmoeten. Willen zij de kans verkleinen dat die jaarlijkse bijeenkomsten stranden op gebrek aan wederzijds begrip, dan zijn bijeenkomsten in de tussenliggende tijd een mogelijke oplossing. Dan blijven de partijen op de hoogte van elkaars standpunten, ervaringen en behoeften.

## Taalkundig
Het woord overleg is een singulare tantum: het heeft in het Standaardnederlands geen meervoud. Niettemin kan de behoefte gevoeld worden om verschillende gelegenheden van overleg aan te duiden. Dan kan een omschrijving gebruikt worden als overlegrondes of (overleg)bijeenkomsten.